# Praia do Bilene
Praia do Bilene (ou simplement Bilene) est une ville et une station balnéaire du Mozambique, située dans le district de Bilene Macia (province de Gaza), au nord-est de la capitale Maputo.

## Géographie

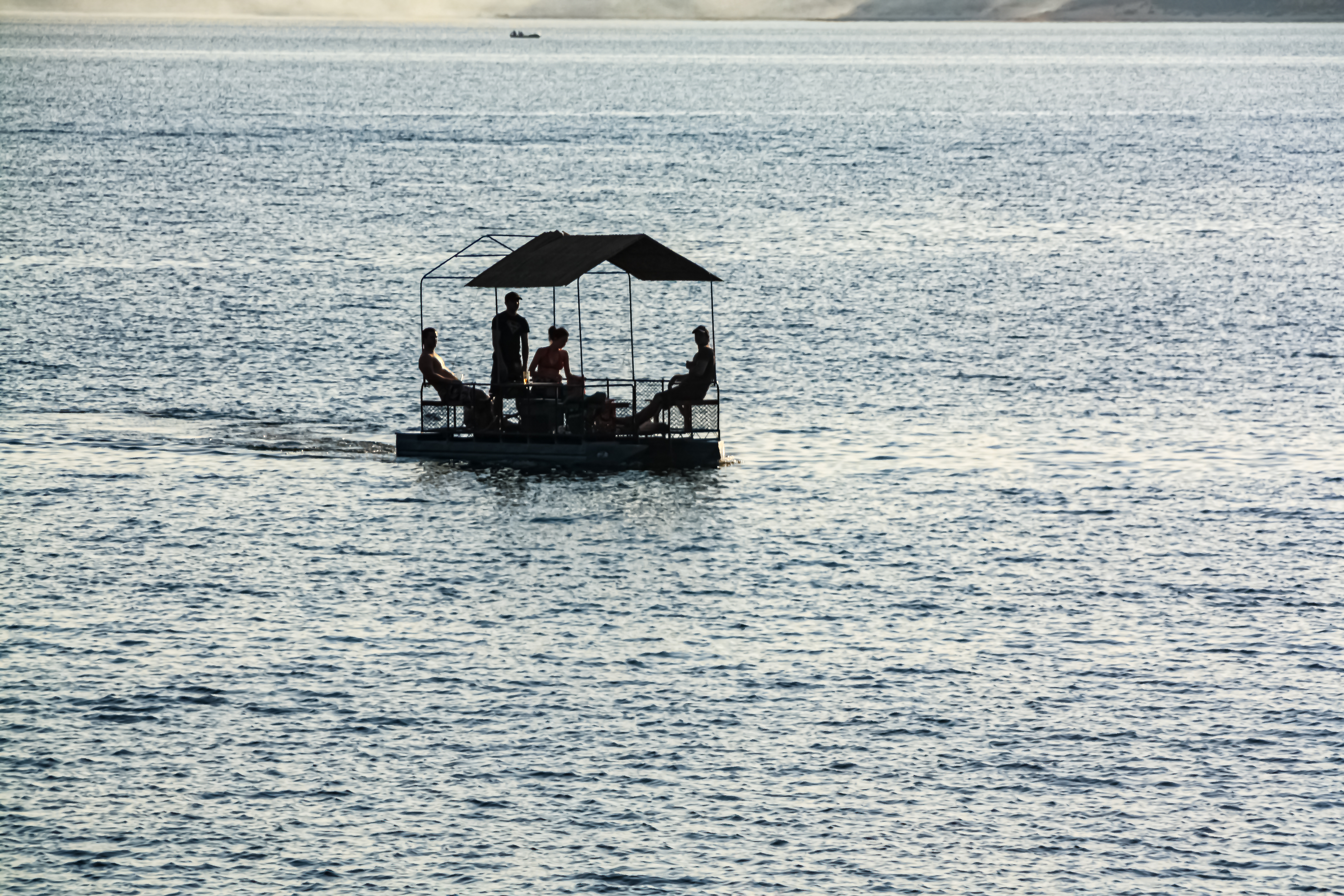
Détente au large de Bilene.

La ville est localisée le long de la lagune Uembje, séparée de l'océan Indien par une étroite bande de sable. Elle dispose d'une longue plage et une des stations balnéaires littorales les plus accessibles pour qui vient de Maputo, mais aussi, à l'intérieur du continent, de Johannesbourg, des autres villes du Gauteng et de l’Eswatini. 
Bilene a reçu le statut de municipalité en mai 2013.